# Franz Joseph, Marqués de Lusignan
Franz Joseph, marqués de Lusignan (23 de junio de 1753-23 de diciembre de 1832), de origen español, se unió al ejército de los Habsburgo y luchó contra los soldados prusianos y los rebeldes belgas. Durante las guerras revolucionarias francesas, jugó un importante papel en la batalla de Rivoli en 1797 y ascendió a general. Lideró brigadas y divisiones durante la campaña italiana de 1799. En las Guerras Napoleónicas, comandó dos veces una división y fue gravemente herido en 1809, lo cual le obligó a retirarse del ejército. Desde 1806 hasta su muerte fue propietario del Regimiento de Infantería de Lusignan.

## Carrera temprana
Lusignan nació en el seno de una antigua familia española el 23 de junio de 1753 en Jaca. En 1771, ingresó al servicio de los Habsburgo como Fahnrich (alférez) en el Regimiento de Infantería Ferraris Nr. 14. Luchó en un Freikorps durante la Guerra de Sucesión de Baviera. Se convirtió en mayor en 1789, cuando servía en los Países Bajos austríacos. Al año siguiente se distinguió en luna acción cerca de Lieja, derrotando a un gran cuerpo de rebeldes belgas con una pequeña fuerza. Recibió la Cruz de Caballero de la Orden Militar de María Teresa por sus hazañas.
Mientras era un Oberstleutnant (teniente coronel), Lusignan comandó 800 soldados de infantería y a 100 jinetes durante dos días luchando cerca de Virton, una ciudad en la actual Bélgica cerca de la frontera con Francia. Bajo su liderazgo estaban cuatro compañías del Regimiento de Infantería Bender Nr. 41, cuatro compañías de Le Loup Jägers y un escuadrón del Regimiento de Húsares Esterhazy Nr. 32. El 22 de octubre, su fuerza fue atacada en la aldea de Latour por la anvanzada de Jean-Baptiste Cyrus de Valence del Ejército de las Ardenas, en total 3.500 soldados de infantería francesa, 1.500 de caballería y seis piezas de artillería. Sus tropas sufrieron una derrota menor y la batalla continuó en Virton al día siguiente. El 23 de octubre, sus tropas, superadas en número, fueron derrotadas nuevamente perdiendo 43 hombres y 11 caballos. Luchó en la batalla de Jemappes en noviembre de 1792. Un mes después, los franceses lo capturaron y lo retuvieron hasta que fue intercambiado. En 1794, ascendió a Oberst (coronel) y asumió el mando del Regimiento de Infantería Nr. 14 de Klebek. En 1795, luchó en el Rin superior bajo el mando de Dagobert von Wurmser y capturó un reducto durante la Batalla de Mainz en 1795. Estuvo al mando de una de las dos avanzadas del cuerpo de Peter Quasdanovich durante las acciones previas a la Batalla de Lonato en agosto de 1796.

## Rivoli
En enero de 1797, Jozsef Alvinczi asignó a Lusignan el mando de la 1.ª columna durante el cuarto intento de socorrer a Mantua. Su comandante le ordenó tomar cuatro batallones y 12 compañías de infantería ligera, un total de 4.556 hombres, en el flanco del extremo derecho del ejército. "Lusignan tenía la casi hercúlea tarea de conducir a sus hombres por la cima de la cadena de picos montañosos (conocidos colectivamente como Monte Baldo) la cual separa el Adigio del brazo norte del lago de Garda y se extiende paralela a ellos. En el invierno, era un páramo de nieve y hielo, el punto más alto se encontraba a diez millas al norte de Rivoli, y se elevaba a la altura de 7.279 pies".

Monte Baldo en verano

Como era de esperar, la marcha de Lusignan se retrasó. Sin embargo, perseveró, aun estando bajo condiciones extraordinarias, y alcanzó el puesto asignado. Durante la batalla de Rivoli, Alvinczi le ordenó que hiciera otra marcha de flanco, esta vez a una posición en la retaguardia del ejército francés de Napoleón Bonaparte. Cumplió sus órdenes, pero se encontró aislado en una colina lejos de la acción. En la tarde del 14 de enero, Bonaparte derrotó a las demás columnas austriacas. Atacado desde el norte por las tropas de André Masséna y bloqueado desde el sur por una división al mando de Gabriel Venance Rey, Lusignan trató de escapar hacia el oeste. Sus soldados fueron capturados cuando colapsaron, exhaustos por sus recientes esfuerzos. El historiador David G. Chandler afirma que 3.000 hombres de la 1.ª columna fueron hechos prisioneros. Sin embargo, Lusignan logró escapar.
El 28 de febrero de 1797, Lusignan se convirtió en general mayor. Mientras comandaba la retaguardia dos semanas después, fue capturado durante la retirada del archiduque Carlos del noreste de Italia.
Sirvió en Italia durante la Guerra de la Segunda Coalición. El 5 de abril de 1799, lideró una brigada en la división de Michael Frölich en la batalla de Magnano, en la cual fue herido tres veces. En ocasiones, durante 1799, se desempeñó como comandante de división. Dirigió una división en Marengo el 16 de mayo de 1799. Estuvo al mando de una brigada al mando de Michael von Melas en la batalla de Novi el 15 de agosto. El emperador Francisco II lo ascendió a Feldmarschallleutnant el 30 de enero de 1801.

## Guerras napoleónicas
En 1805, Lusignan tomó el mando de una división en Tirol. En 1806 se convirtió en propietario del regimiento de infantería Nr. 16 de Lusignan, cargo que ocupó hasta su muerte. En la Guerra de la Quinta Coalición estuvo al mando de una división en el III Armeekorps bajo el mando del Príncipe Friedrich de Hohenzollern-Hechingen. Mientras dirigía a sus tropas en la batalla de Teugen-Hausen el 19 de abril de 1809, fue herido en la cabeza. A pesar de que se vio obligado a retirarse por sus heridas, el agradecido emperador lo elevó al rango de Feldzeugmeister el 29 de mayo. Murió el 23 de diciembre de 1832 en Ivanovice na Hané, en la actual República Checa.